# نواه غراي-كيبي
نواه غراي-كيبي (بالإنجليزية: Noah Gray-Cabey)‏ ممثل أمريكي من مواليد 16 نوفمبر 1995.

## مواقع خارجية
- نواه غراي-كيبي على موقع IMDb (الإنجليزية)
- نواه غراي-كيبي على موقع روتن توميتوز (الإنجليزية)
- نواه غراي-كيبي على موقع ألو سيني (الفرنسية)
- نواه غراي-كيبي على موقع أول موفي (الإنجليزية)
- نواه غراي-كيبي على موقع قاعدة بيانات الأفلام السويدية (السويدية)
- نواه غراي-كيبي على موقع إن إن دي بي (الإنجليزية)
- نواه غراي-كيبي على موقع قاعدة بيانات الفيلم (الإنجليزية)
- نواه غراي-كيبي على موقع كينوبويسك (الروسية)